# 李信则
李信则（？—？），陇西狄道（今甘肃省临洮县）人，出自陇西李氏仆射房，是北魏司空、清渊文穆公李冲的曾孙，北魏使持节、侍中、太傅、录尚书事、东道大行台都督、青州刺史、濮阳孝懿公李延寔的孙子，北魏侍中、左光禄大夫、中书监、骠骑大将军、开府仪同三司、广州刺史、东平郡公李彧与丰亭公主元季瑶的第七子，李道端、李义雄、李礼成、李智源的幼弟。
李信则典雅纯正清廉谨慎，北齐武平年间，官至南阳王高绰大司马属。李信则个头不高，中书侍郎顿丘李若开玩笑的说：“兄弟你做府属，可以说是官名确定了形体。”李信则答道：“官名确定了形体，不是过于衰弱？”李信则不久改任尚书仓部郎中，北齐为北周灭亡后，担任东京司门下大夫。隋朝开皇年间，李信则在沔州刺史任内去世。

## 家族
陇西李氏世系图